# Fahlhorst
Fahlhorst è una frazione del comune tedesco di Nuthetal, nel Brandeburgo.

## Storia
Fahlhorst fu citata per la prima volta nel 1375, e costituiva un piccolo centro rurale.
Il 26 ottobre 2003 il comune di Fahlhorst fu fuso con i comuni di Bergholz-Rehbrücke, Nudow, Philippsthal, Saarmund e Tremsdorf, formando il nuovo comune di Nuthetal.